# Shtetl

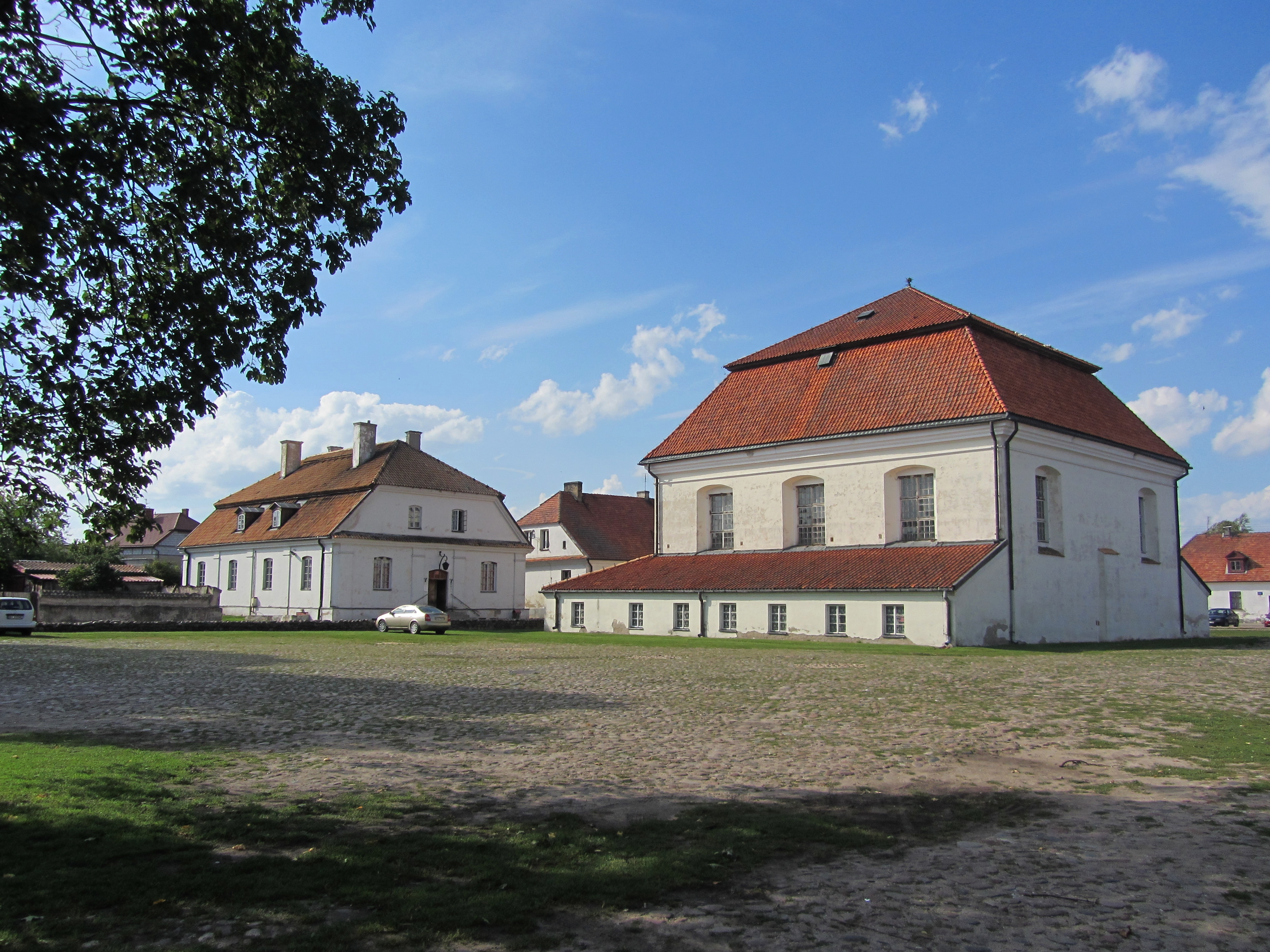
Tykocin nel nordest della Polonia è uno degli shtetl meglio conservati al mondo. La sinagoga principale risale al XVII secolo.

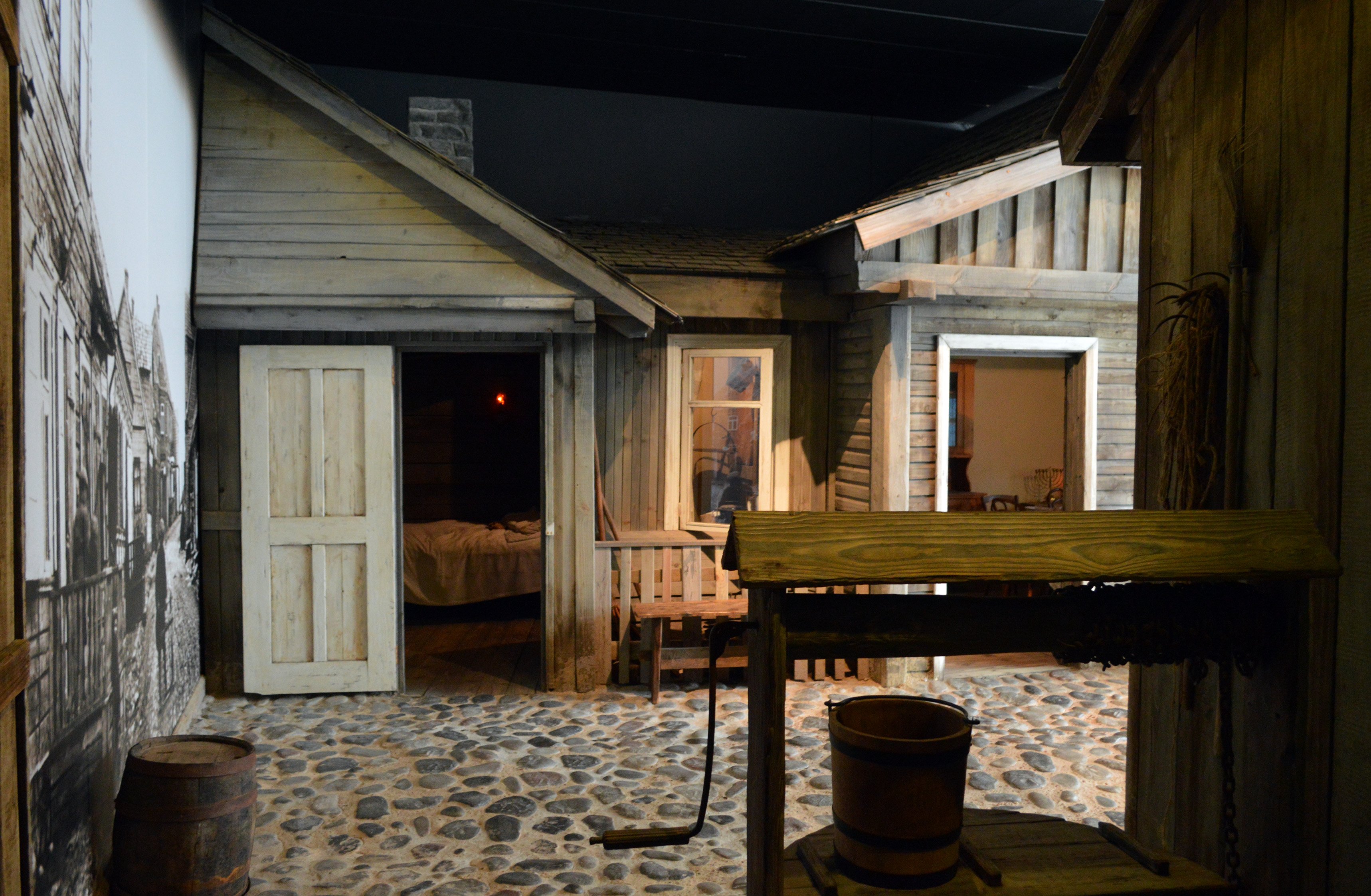
Una ricostruzione di un tradizionale shtetl ebraico nel South African Jewish Museum di Città del Capo, come sarebbe apparso in Lituania.

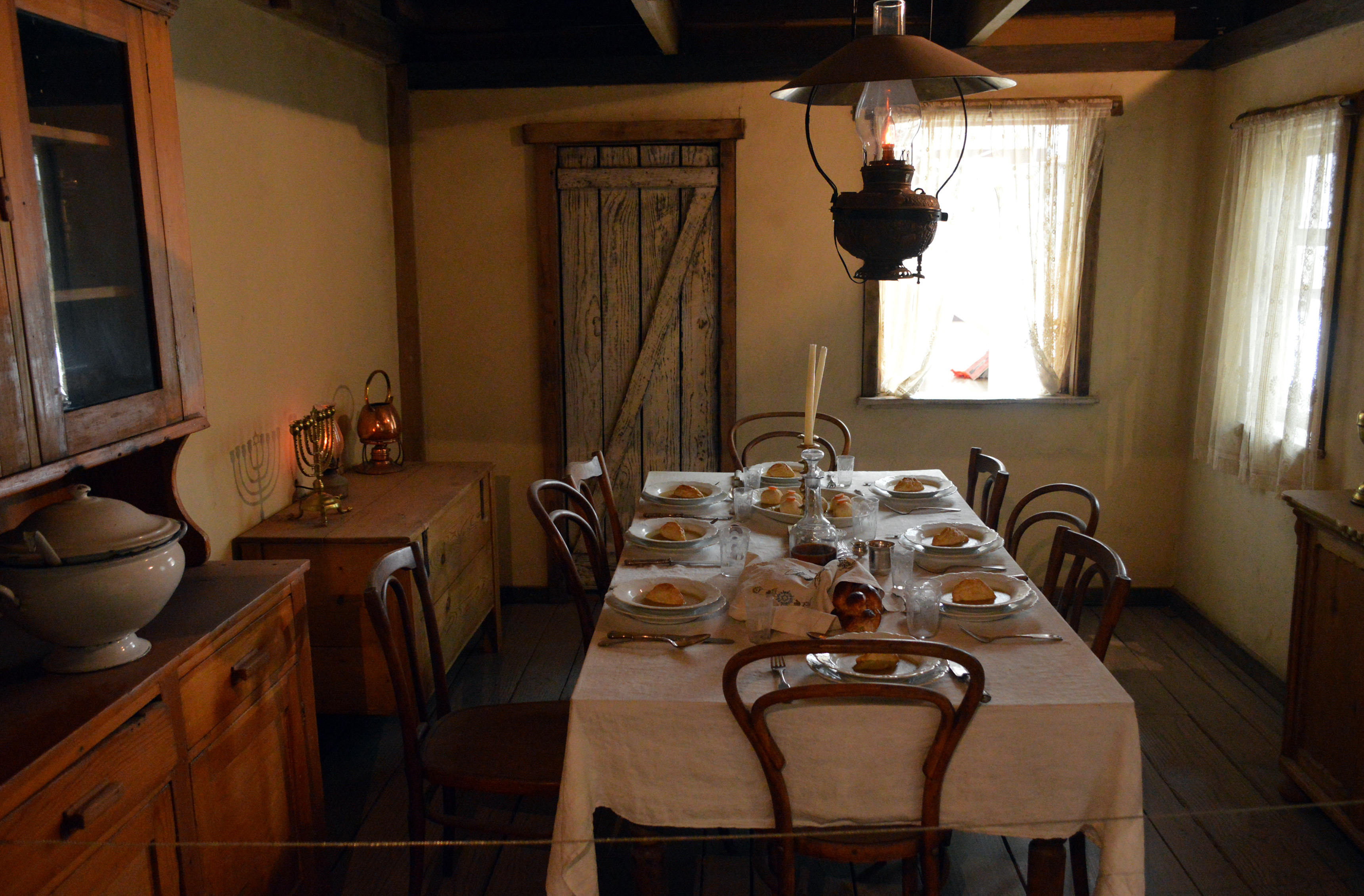
Interno di una dimora in legno in un tradizionale shtetl lituano, ricostruito nel South African Jewish Museum, Città del Capo.

Shtetl o Schtetel (in yiddish שטעטל; plurale shtetlekh שטעטלעך; equivalente al tedesco Städtlein "piccola città", diminutivo di Stadt "città", in yiddish שטאָט, shtot) è la definizione utilizzata in Europa orientale per gli insediamenti con un'elevata percentuale di popolazione ebraica. Tale tipologia di insediamento trova la sua origine nella confederazione polacco-lituana, nella quale si stima fosse presente nel XVI secolo più di tre quarti della popolazione ebraica mondiale. La concentrazione della popolazione ebraica negli shtetl accelerò a partire dal XVIII secolo quando a seguito delle spartizioni della Polonia gli ebrei presenti nei territori passati sotto il controllo russo (Regno del Congresso) iniziarono ad essere soggetti a restrizioni sul luogo di residenza, che li escludevano da determinate province e dalle principali aree urbane dell'impero, di fatto concentrando la quasi totalità della popolazione ebraica nella cosiddetta zona di residenza. Diversi shtetl erano presenti anche in altre aree con una forte presenza ebraica rurale, ad esempio in Galizia e in Romania. I due villaggi di Endingen e Lengnau nella Surbtal, gli unici due centri della Confederazione svizzera dove fosse consentito di risiedere agli ebrei svizzeri sino all'emancipazione del 1876, costituirono un unicum nell'Europa occidentale di insediamenti aventi una significativa popolazione ebraica paragonabili agli shtetl dell'Europa centro-orientale.

## Storia
Secondo la definizione data dallo storico Yohanan Petrovsky-Shtern, uno shtetl è qualificabile come un centro abitato di proprietà privata di un magnate, abitato essenzialmente ma non esclusivamente da ebrei. 
Gli ebrei ashkenaziti residenti negli shtetl parlavano abitualmente yiddish, oltre alla lingua locale.
Il declino dell'importanza degli shtetl quali centri della vita comunitaria ebraica divenne evidente a partire dagli anni 40 del XIX secolo. Fenomeni di tipo culturale, politico ed economico danneggiarono le fondazioni di tali insediamenti. L'industrializzazione e la concentrazione delle attività commerciali e produttive nei centri maggiori colpì le tradizionali fonti di reddito degli abitanti degli shtetl, incentivandone l'emigrazione. Pur avendo subito una significativa perdita di importanza gli shtetl sopravvissero in Polonia sino alla seconda guerra mondiale. Si stima che nel 1939 due quinti della popolazione ebraica polacca vivesse in questo tipo di insediamento. La definitiva sparizione dello shtetl si ebbe solamente con l'occupazione nazista, cui seguirono la sistematica deportazione e sterminio della popolazione ebraica.
Nel mondo contemporaneo esempi di villaggi che presentano diversi tratti comuni agli shtetl sono rappresentati dalle comunità haredim di Kiryas Joel, New Square e Kaser.

## Nelle arti
Gli shtetl sono un'ambientazione comune nelle opere di autori di origine ebraico ahskenazita come Sholem Aleichem, Joseph Roth e i fratelli Israel Joshua Singer, Esther Kreitman e Isaac Bashevis Singer. Questi ultimi nacquero nello shtetl di Biłgoraj, dal quale proveniva la madre, figlia del locale rabbino. Nella pittura gli episodi di vita quotidiana nello shtetl sono un tema ricorrente della produzione di Marc Chagall.